# Kweneng East
Kweneng East é um subdistrito de Botswana localizado no distrito Kweneng que possuía uma população estimada de 256 752 habitantes em 2011. O subdistrito está sediado na cidade de Molepolole e, além dela, conta com outras 5 cidades e mais 27 vilas, totalizando 33 localidades.